# Larsia albiceps
Larsia albiceps är en tvåvingeart som först beskrevs av Oskar Augustus Johannsen 1931.  Larsia albiceps ingår i släktet Larsia och familjen fjädermyggor. Inga underarter finns listade i Catalogue of Life.